# Міста Тернопільської області

Тернопільська область на карті України

До складу Тернопільської області входять 18 міст. Найбільшим за населенням є Тернопіль з населенням у 225 004 осіб за даними Державної служби статистики України від 1 січня 2022 року.
Отримати статус міста в України мають право населені пункти, які мають населення понад 10 000 осіб. Цей статус мають чимало міст, які не задовольняють цій вимозі, виходячи з їхнього історичного, економічного або географічного значення. До міської території часто входять прилеглі поселення, які становлять з ним єдину соціальну, економічну та історичну спільність.
У списку показані міста Тернопільської області, офіційні назви українською мовою, їхня площа, населення (за даними перепису 2001 року й інформації Державної служби статистики України від 1 січня 2022 року), географічні координати адміністративних центрів, мовний склад (зазначені мови, що становлять понад 1% від населення громади за даними Всеукраїнського перепису населення 2001 року), положення на карті області.
Міста України до 2020 року мали обласне та районне значення. Обласне значення мали 4 міста:  Бережани, Кременець, Тернопіль та Чортків. Районного значення 14 міст: Борщів, Бучач, Заліщики, Збараж, Зборів, Копичинці, Ланівці, Монастириська, Підгайці, Почаїв, Скалат, Теребовля, Хоростків і Шумськ. Внаслідок адміністративно-територіальної реформи 2020 року усі міста в Україні (в тому числі обласні центри, і міста обласного значення) включені до складу районів.

## Список міст
| Назва         | Зображення | Площа (км²) | Населення (за роками перепису та державної статистики) | Населення (за роками перепису та державної статистики) | Рідна мова (2001)                     | Карта                                                                                 |
| Назва         | Зображення | Площа (км²) | 2001                                                   | 2022                                                   | Рідна мова (2001)                     | Карта                                                                                 |
| ------------- | ---------- | ----------- | ------------------------------------------------------ | ------------------------------------------------------ | ------------------------------------- | ------------------------------------------------------------------------------------- |
| Бережани      |            | 18          | 17 617                                                 | 17 139                                                 | українська — 98,46% російська — 1,37% | 49°26′47″ пн. ш. 24°56′37″ сх. д. / 49.44639° пн. ш. 24.94361° сх. д. · Бережани      |
| Борщів        |            | 3           | 11 382                                                 | 10 632                                                 | українська — 98,48% російська — 1,18% | 48°48′08″ пн. ш. 26°02′24″ сх. д. / 48.80222° пн. ш. 26.04000° сх. д. · Борщів        |
| Бучач         |            | 9,98        | 12 549                                                 | 12 171                                                 | українська — 99,29%                   | 49°03′46″ пн. ш. 25°22′46″ сх. д. / 49.06278° пн. ш. 25.37944° сх. д. · Бучач         |
| Заліщики      |            | 7           | 10 125                                                 | 8 928                                                  | українська — 98,76% російська — 1,05% | 48°39′00″ пн. ш. 25°44′06″ сх. д. / 48.65000° пн. ш. 25.73500° сх. д. · Заліщики      |
| Збараж        |            | 7           | 13 228                                                 | 13 346                                                 | українська — 98,13% російська — 1,67% | 49°40′17″ пн. ш. 25°46′15″ сх. д. / 49.67139° пн. ш. 25.77083° сх. д. · Збараж        |
| Зборів        |            | 6           | 7 436                                                  | 6 621                                                  | українська — 99,52%                   | 49°39′42″ пн. ш. 25°08′43″ сх. д. / 49.66167° пн. ш. 25.14528° сх. д. · Зборів        |
| Копичинці     |            | 8,125       | 7 036                                                  | 6 502                                                  | українська — 98,56% російська — 1,03% | 49°06′29″ пн. ш. 25°54′46″ сх. д. / 49.10806° пн. ш. 25.91278° сх. д. · Копичинці     |
| Кременець     |            | 18,138      | 22 051                                                 | 20 476                                                 | українська — 97,58% російська — 2,13% | 50°06′29″ пн. ш. 25°43′39″ сх. д. / 50.10806° пн. ш. 25.72750° сх. д. · Кременець     |
| Ланівці       |            | 15          | 8 680                                                  | 8 215                                                  | українська — 98,70% російська — 1,13% | 49°52′00″ пн. ш. 26°05′14″ сх. д. / 49.86667° пн. ш. 26.08722° сх. д. · Ланівці       |
| Монастириська |            | 11          | 6 344                                                  | 5 380                                                  | українська — 99,24%                   | 49°05′18″ пн. ш. 25°10′00″ сх. д. / 49.08833° пн. ш. 25.16667° сх. д. · Монастириська |
| Підгайці      |            | 3,14        | 3 280                                                  | 2 609                                                  | українська — 99,81%                   | 49°16′30″ пн. ш. 25°08′03″ сх. д. / 49.27500° пн. ш. 25.13417° сх. д. · Підгайці      |
| Почаїв        |            | 44          | 8 240                                                  | 7 633                                                  | українська — 97,83% російська — 1,71% | 50°00′23″ пн. ш. 25°30′37″ сх. д. / 50.00639° пн. ш. 25.51028° сх. д. · Почаїв        |
| Скалат        |            | 6           | 4 036                                                  | 3 739                                                  | українська — 99,43%                   | 49°25′44″ пн. ш. 25°58′28″ сх. д. / 49.42889° пн. ш. 25.97444° сх. д. · Скалат        |
| Теребовля     |            | 11          | 13 661                                                 | 13 226                                                 | українська — 98,57% російська — 1,26% | 49°18′02″ пн. ш. 25°41′58″ сх. д. / 49.30056° пн. ш. 25.69944° сх. д. · Теребовля     |
| Тернопіль     |            | 72          | 227 755                                                | 225 004                                                | українська — 94,80% російська — 3,37% | 49°33′21″ пн. ш. 25°36′20″ сх. д. / 49.55583° пн. ш. 25.60556° сх. д. · Тернопіль     |
| Хоростків     |            | 10          | 7 306                                                  | 6 652                                                  | українська — 99,21%                   | 49°12′34″ пн. ш. 25°55′03″ сх. д. / 49.20944° пн. ш. 25.91750° сх. д. · Хоростків     |
| Чортків       |            | 30          | 29 057                                                 | 28 279                                                 | українська — 96,25% російська — 3,46% | 49°00′25″ пн. ш. 25°47′25″ сх. д. / 49.00694° пн. ш. 25.79028° сх. д. · Чортків       |
| Шумськ        |            | 5           | 5 161                                                  | 5 300                                                  | українська — 99,36%                   | 50°06′51″ пн. ш. 26°06′52″ сх. д. / 50.11417° пн. ш. 26.11444° сх. д. · Шумськ        |